# 坂崎幸之助の一夜限りの音楽ライブ
『坂崎幸之助の一夜限りの音楽ライブ』（さかざきこうのすけのいちやかぎりのおんがくライブ）は、NHK BS2の「BSエンターテインメント」で2007年から2008年にかけ不定期で放送されたテレビ番組。

## 概要
架空の写真館「坂崎写真館」を舞台に、毎回日本のフォークシンガーをゲストに迎えてセッションとトークを繰り広げる。
ゲストにまつわる写真を基にトークを繰り、トークするスタジオには坂崎のクラシックカメラが飾られている。またセッションのスタジオではバックにゲストの若いころの映像が流れ、歌のジャケットが飾られている。
第1弾・第2弾はBS2での放送後にNHK総合の「プレミアム10」でも放送された。

## レギュラー
- 司会：坂崎幸之助（THE ALFEE）
- アシスタント：小野文恵（アナウンサー）
- ナレーション：きたやまおさむ

## 放送履歴
| 回数  | 放送時間                    | 副題             |
| ----- | --------------------------- | ---------------- |
| Vol.1 | 2007年3月24日 22:00 - 23:30 | ～甦れ！70年代～ |
| Vol.2 | 2007年9月14日 21:00 - 22:30 | ～伝説を語る～   |
| Vol.3 | 2008年6月28日 20:00 - 21:30 | -                |

## ゲスト
- Vol.1：南こうせつ・谷村新司
- Vol.2：加藤和彦・泉谷しげる・山本潤子・尾崎亜美
- Vol.3：小椋佳・堀内孝雄・石川鷹彦